# GoEast
goEast (Кинофестиваль центральной и восточной Европы, нем. das Festival des mittel- und osteuropäischen Films) — ежегодный фестиваль, проводимый в апреле в немецком городе Висбаден. Впервые прошёл в 2001 году.

## История
Кинофестиваль был основан в 2001 году Клаудией Диллманн, директором Немецкого киноинститута (англ. Deutsches Filminstitut, DIF). Также в создании оригинальной концепции фестиваля принимала участие Светлана Сикора, бывшая художественным руководителем фестиваля до 2010 года. Во вступлении каталога первого фестиваля Клаудия Диллманн написала: «Пришло время открыть себя к мыслям, образам, мифам и историям наших восточных соседей.»
В конце лета 2010 года Габи Бабик стала четвёртым директором фестиваля, после Клаудии Диллманн, Кристины Копф и Надьи Радемахе. Также она стала и художественным руководителем.

## Награды
Главный приз фестиваля — «Золотая лилия» (Škoda Prize, 10000 евро), вручается за победу в номинации лучший фильм. Также вручаются награды за лучший документальный фильм (Erinnerung und Zukunft, 10000 евро), лучшую режиссуру (Preis der Stadt Wiesbaden, 7500 евро) и приз за художественную оригинальность (Preis des Auswärtigen Amtes, 2000 евро). Победители в каждой номинации определяются международным жюри. Международная награда кинокритиков присуждается жюри из ФИПРЕССИ.

### Победители в номинации за лучший фильм
- 2014 — Ида (Ida) (Павел Павликовский)
- 2013 — Длинные светлые дни (In Bloom) (Нана Эквтимишвили, Симон Гросс)
- 2012 — Жить (Василий Сигарев)
- 2011 — Кочегар (Алексей Балабанов)
- 2010 — Прогульщики (Леван Когуашвили)
- 2009 — Другой берег (Георги Овашвили)
- 2008 — Магнус (Кадри Кыусаар)
- 2007 — Эйфория (Иван Вырыпаев)
- 2006 — Тбилиси — Тбилиси (Леван Закарейшвили)
- 2005 — Настройщик (Кира Муратова)
- 2004 — Коктебель (Борис Хлебников, Алексей Попогребский)
- 2003 — Ключ к распознаванию гномов (Мартин Шулик)
- 2002 — Привет, Терезка! (Роберт Глиньский)
- 2001 — Большое животное (Ежи Штур) и Второстепенные люди (Кира Муратова)